# Бакуман
«Бакуман» (яп. バクマン) — манга от создателей «Тетради смерти» Цугуми Обы и Такэси Обаты. Первая глава «Бакуман» была опубликована в журнале Weekly Shonen Jump 11 августа 2008 года. В России выпущена издательством «Азбука». Со 2 октября 2010 по 30 марта 2013 года вышли три сезона аниме-адаптации сюжета. В апреле 2012 года манга была официально завершена.

## Сюжет
«Легенда о супергерое» — манга Нобухиро Масиро, дяди главного героя. Это единственный сериал Нобухиро, который он опубликовал в качестве мангаки и по которому сняли аниме. Больше он не смог получить ни одного сериала, хотя в течение семи лет постоянно, до изнеможения рисовал, чем и довёл себя до ручки.
Его племянник Моритака Масиро с детства отлично рисовал и получал за свои работы национальные премии, тоже хотел стать мангакой, но после смерти дяди об этом забыл и жил без особых интересов и увлечений до 14 лет, пока неожиданно одноклассник и отличник Акито Такаги, увидевший, как хорошо он рисует, не предложил ему стать мангакой. Моритака нарисовал в тетради одноклассницу Михо Адзуки, в которую тайно был влюблён, и, сыграв на этом интересе, Такаги привёл его к дому Адзуки, чтобы тот признался ей в любви. Оказалось, что Михо хочет стать сэйю, и Масиро решается: перед порогом дома Михо он говорит, что они с Акито станут мангаками, и предложил Адзуки, что если по их манге снимут аниме, она озвучит его главную героиню, после чего они поженятся, и девушка соглашается.
Моритака сразу же сообщил родным о том, что решил стать мангакой, и отец неожиданно его поддержал, а дедушка отдал ключи от мастерской Нобухиро, в которой они с Такаги и стали работать. Убирая пыль, парни находят коробку с письмами Нобухиро от девушки, в которую он был влюблён, и на фото она кажется копией Михо. Они решают, что на снимке мать Адзуки, и та это подтверждает — оказывается, вот уже второе поколение их семей любят друг друга, хоть Нобухиро и не удалось жениться.
Читая очередной номер журнала «Джамп», парни видят заметку о том, что 15-летний Эйдзи Ниидзума получил второе место на премии Тэдзуки, отправив туда свою мангу. Это подстегнуло их, и они нарисовали свою первую короткую мангу. В редакции «Джампа» их встретил Хаттори, который сперва со скептицизмом отнёсся к школьникам-мангакам, но был так очарован их работой, что выставил её на ежемесячный конкурс. Так началось их затянувшееся на следующие десять лет партнёрство.

## Персонажи

### Основные
Моритака Масиро (яп. 真城 最高 Масиро Моритака, прозвище Сайко (яп. サイコー Сайко:)) — главный персонаж истории, решивший пойти по стопам своего дяди-мангаки Таро Кавагути (настоящее имя Масиро Нобухиро), несмотря на смерть последнего от усталости и невозможности зарабатывать деньги своим любимым делом. Моритака с раннего возраста отличался красивой манерой рисования, хотя сам зачастую был ею недоволен. Объединившись с лучшим учеником класса Акито Такаги, они создают мангака-дуэт под общим псевдонимом «Муто Асироги» (яп. 亜城木 夢叶 Асироги Муто), где Акито выступает автором сценария, а Моритака — художником.
Моритака влюблён в свою одноклассницу Михо Адзуки. Однажды он спонтанно предлагает ей выйти за него замуж; она соглашается при условии, что каждый из них осуществит свою мечту — юноша нарисует хорошую мангу, а она станет сэйю и озвучит одну из героинь аниме-экранизации той самой манги.
Сэйю: Ацуси Абэ
Акито Такаги (яп. 高木 秋人 Такаги Акито, прозвище Сюдзин (яп. 囚人 Сю:дзин)) — один из главных персонажей истории и одноклассник Моритаки. После того, как Акито узнал о его таланте к рисованию, он предложил Масиро создать дуэт мангак, где сам Акито будет сценаристом. Поначалу Моритака отказывается, однако вскоре меняет своё мнение на противоположное. Позже женился на подруге Михо, Кае Миёси.
Сэйю: Сатоси Хино
Эйдзи Нидзума (яп. 新妻 エイジ Ни:дзума Эйдзи) — юный учащийся старшей школы, воспринимаемый многими как подающий большие надежды мангака. По сюжету получает престижную награду Тэдзуки как начинающий автор за свою мангу «Large Bander». После этого Моритака и Акито начинают считать его своим главным конкурентом, хотя при личной встрече Эйдзи заявляет, что является их поклонником. Со временем он переезжает в Токио, где работает над мангой «Crow» («Ворон»), которая начинает выходить в популярном журнале «Weekly Shonen Jump». При этом главный редактор отмечает, что разница между Нидзумой и Асироги Муто является «безумная любовь к манге», которую Эйдзи рисует с шести лет. Он работает под руководством одного из редакторов «Weekly Shonen Jump», Юдзиро Хаттори (яп. 服部 雄二郎 Хаттори Ю:дзиро:). Его помощники Синта Фукуда и Такуро Накаи.
Сэйю: Нобухико Окамото

### Второстепенные
Михо Адзуки (яп. 亜豆 美保 Адзуки Михо) — одноклассница и невеста Моритаки. С детства мечтала стать сэйю. Очень скромная и стеснительная. Влюбилась в Моритаку ещё в начальных классах, но всё время стеснялась познакомиться с ним. В начале истории принимает обещание Моритаки, что когда оба достигнут своих поставленных целей, то станут парой и женятся. Видя, как главные герои не покладая рук трудятся над мангой, Михо также стала усердно трудиться, чтобы стать хорошей сейю. Плохо поёт, из-за чего не ходила с Миёси в караоке. Несмотря на плохое пение, обладает красивой внешностью, за что стала пользоваться популярностью на сцене, а её работодатель даже предлагал Михо начать карьеру айдору, однако Михо отказалась от такой перспективы, так как это обозначало бы и обязанность сниматься в нижнем белье для журналов, что Михо посчитала неприемлемым для себя, особенно стыдясь перед Моритакой. Озвучивала главную героиню в аниме по манге Асироги Муто «Reversi».
Сэйю: Саори Хаями
Кая Миёси (яп. 見吉 香耶 Миёси Кая) — лучшая подруга Михо и её полная противоположность. Прямолинейная и весёлая «девушка-пацан». Ошибочно приняла слова Акито за предложение встречаться и с тех пор часто сопровождает главных героев и часто бывает в гостях в их студии. Позже Акито соглашается быть её парнем и даже в некоторой степени боится Каю, так как та занималась карате и в любой момент готова ударить Акито по лицу. Поддерживает отношения между Моритакой и Михой, но часто ругает обоих за чрезмерную стеснительность и нежелание входить в более близкий контакт. Чувствуя себя обделённой в окружении талантливых людей, она решает писать романы, но в итоге это за неё делает Акито. Своим позитивным настроем всегда поддерживает Акито и Моритаку в их работе и ощущает себя членом команды (немного ассистирует Масиро). Выходит замуж за Акито Такаги. Именно она придумала псевдоним Асироги Муто.
Сэйю: Саюри Яхаги
Акира Хаттори (яп. 服部 哲 Хаттори Акира) — Акира начинает свою работу в качестве редактора Акито и Моритаки, помогает им выбрать псевдоним и в конечном итоге издать мангу «Detective Trap» («Детектив Трап»). На время становится редактором Айко Ивасэ, а его обязанности начинает выполнять Горо Миура. После издания дуэтом манги The Perfect Crime Party снова возвращается к ним в качестве редактора.
Айко Ивасэ (яп. 岩瀬 愛子 Ивасэ Айко) — бывшая одноклассница Моритаки и Акито, также решившая податься в мангаки. Пишет сценарий для «+Natural» (иллюстрирует Эйдзи Нидзума). Её редактором на некоторое время становится Акира Хаттори, однако вскоре на этом посту его сменяет Горо Миура.
Сэйю: Аюми Фудзимура
Горо Миура (яп. 港浦 吾郎 Миура Горо:) — редактор Моритаки и Акито между выпуском теми манг «Detective Trap» и «Perfect Crime Party». В конце концов становится редактором Айко.

## Медиа-издания

### Манга
Первая глава манги «Бакуман» авторов Цугуми Обы и Такэси Обаты, известных по работе «Тетрадь смерти», была опубликована в журнале Weekly Shonen Jump 11 августа 2008 года. Первый танкобон поступил в продажу 5 января 2009 года. В апреле 2012 года 20-м томом манги история завершилась.
Манга лицензирована за пределами Японии компаниями Daiwon C.I. (Южная Корея), Tong Li Publishing (Тайвань), Tokyopop (Германия) и Viz Media (США и Канада). В России манга лицензирована компанией «Азбука».
| № | Заглавие                                                                          | На японском языке                           | На английском языке                        |
| --- | --------------------------------------------------------------------------------- | ------------------------------------------- | ------------------------------------------ |
| 1 | Dreams and Reality Yume to Genjitsu (夢と現実)                                    | 5 января 2009 года ISBN 978-4-08-874622-7   | 3 августа 2010 года ISBN 978-1-4215-3513-5 |
| - 1. «Dreams and Reality» (яп. 夢と現実 «Yume to Genjitsu») - 2. «Dumb and Smart» (яп. 馬鹿と利口 «Baka to Rikō») - 3. «Pen and Storyboard» (яп. ペンとネーム «Pen to Nēmu») - 4. «Parent and Child» (яп. 親と子 «Oya to Ko») - 5. «Time and Key» (яп. 時と鍵 «Toki to Kagi») - 6. «Top and Bottom» (яп. ピンとキリ «Pin to Kiri») - 7. «Smile and Bashful» (яп. 笑顔と赤面症 «Egao to Sekimenshō») |                                                                                   |                                             |                                            |
| 2 | Chocolate and Akamaru. Choko to Akamaru (チョコと赤マル)                          | 4 марта 2009 года ISBN 978-4-08-874644-9    | 2 ноября 2010 года ISBN 978-1-4215-3514-2  |
| - 8. «Carrot and Stick» (яп. アメとムチ «Ame to Muchi») - 9. «Conditions and Tokyo» (яп. 条件と上京 «Jōken to Jōkyō», lit. "Conditions and Moving to Tokyo») - 10. «Anxiety and Waiting» (яп. 不安と期待 «Fuan to Kitai») - 11. «Regrets and Understanding» (яп. 後悔と納得 «Kōkai to Nattoku») - 12. «10 and 2» (яп. 10と2 «Jū to Ni») - 13. «Chocolate and Akamaru» (яп. チョコと赤マル «Choko to Akamaru») - 14. «Feast and Graduation» (яп. 御馳走と卒業 «Gochisō to Sotsugyō») - 15. «Send and Reply» (яп. 送信と返信 «Sōshin to Henshin») - 16. «Flash Report and The Real Thing» (яп. 速報と本ちゃん «Sokuhō to Honchan») |                                                                                   |                                             |                                            |
| 3 | Debut and Impatience. Debyū to Aseri (デビューと焦り)                             | 4 июня 2009 года ISBN 978-4-08-874677-7     | 1 февраля 2011 года ISBN 978-1-4215-3515-9 |
| - 17. «Battles and Copying» (яп. バトルと模写 «Batoru to Mosha») - 18. «Rivals and Friends» (яп. ライバルと友達 «Raibaru to Tomodachi») - 19. «Debut and Impatience» (яп. デビューと焦り «Debyū to Aseri») - 20. «Future and Stairs» (яп. 未来と階段 «Mirai to Kaidan») - 21. «Wall and Kiss» (яп. 壁とキス «Kabe to Kisu») - 22. «Obstacle and Youth» (яп. 邪魔と若さ «Jama to Wakasa») - 23. «Conceit and Kindness» (яп. 天狗と親切 «Tengu to Shinsetsu») - 24. «Notebooks and Characters» (яп. ノートとキャラ «Nōto to Kyara») - 25. «Jealousy and Love» (яп. 嫉妬と愛 «Shitto to Ai») |                                                                                   |                                             |                                            |
| 4 | Call and Eve. Denwa to Zen'ya (電話と前夜)                                        | 4 августа 2009 года ISBN 978-4-08-874719-4  | 19 апреля 2011 года ISBN 978-1-4215-3793-1 |
| - 26. «Two and One» (яп. 2人と1人 «Futari to Hitori») - 27. «Tactician and Deceiving» (яп. 策士と騙し «Sakushi to Damashi») - 28. «Cooperation and Conditions» (яп. 協力と条件 «Kyōryoku to Jōken») - 29. «Literature and Music» (яп. 文学と音楽 «Bungaku to Ongaku») - 30. «Solidarity and Breakdown» (яп. 団結と決裂 «Danketsu to Ketsuretsu») - 31. «Tuesday and Friday» (яп. 火曜と金曜 «Kayō to Kin'yō») - 32. «Call and Eve» (яп. 電話と前夜 «Denwa to Zen'ya») - 33. «Yes and No» (яп. ありとなし «Ari to Nashi») - 34. «The Chaser and the Chased» (яп. 追う者と追われる者 «Ou Mono to Owareru Mono») |                                                                                   |                                             |                                            |
| 5 | Anthology and Photobooks. Bunshū to Shashinshū (文集と写真集)                     | 4 ноября 2009 года ISBN 978-4-08-874753-8   | 7 июня 2011 года                           |
| - 35. «Joy and Lonesomeness» (яп. 嬉しさと寂しさ «Ureshisa to Sabishisa») - 36. «Silence and Party» (яп. 沈黙と宴 «Chinmoku to Utage») - 37. «Director and the Last Performer» (яп. 取締役とトリ «Torishimariyaku to Tori») - 38. «Window and Snow» (яп. 窓と雪 «Mado to Yuki») - 39. «Anthology and Photobooks» (яп. 文集と写真集 «Bunshū to Shashinshū») - 40. «Sea and Ups-and-Downs» (яп. 海と浮き沈み «Umi to Ukishizumi») - 41. «Shoring up and Patience» (яп. テコと我慢 «Teko to Gaman») - 42. «Laughter and Lines» (яп. 笑いとセリフ «Warai to Serifu») - 43. «Joke and News» (яп. ボケとニュース «Boke to Nyūsu») |                                                                                   |                                             |                                            |
| 6 | Reckless and Guts. Mucha to Konjō (無茶と根性)                                    | 4 января 2010 года ISBN 978-4-08-874788-0   | -                                          |
| - 44. «Returning Favors and Opposite» (яп. 恩返しと裏返し Ongaeshi to Uragaeshi) - 45. «Disease and Drive» (яп. 病気とやる気 Byōki to Yaruki) - 46. «Eyes Power and Cooperation» (яп. 目力と協力 «Mejikara to Kyōryoku») - 47. «Contradiction and Reason» (яп. 矛盾と理由 «Mujun to Riyū») - 48. «Life-and-Death and Standstill» (яп. 生死と静止 «Seishi to Seishi») - 49. «Recall and Call» (яп. リコールとコール «Rikōru to Kōru») - 50. «Reckless and Guts» (яп. 無茶と根性 «Mucha to Konjō») - 51. «Resumption and Low Rank» (яп. 再開と下位 «Saikai to Kai») - 52. «Impressions and Dash» (яп. 感想と疾走 «Kansō to Shissō») |                                                                                   |                                             |                                            |
| 7 | Gag and Serious. Gyagu to Shiriasu (ギャグとシリアス)                             | 4 марта 2010 года ISBN 978-4-08-870015-1    | -                                          |
| - 53. «18 and 40» (яп. 18と40 «Jūhachi to Yonjū») - 54. «Gag and Serious» (яп. ギャグとシリアス «Gyagu to Shiriasu») - 55. «Three Cuts and Three Works» (яп. 3カットと3作 «Sankatto to Sansaku») - 56. «Adult and Child» (яп. 大人と子供 «Otona to Kodomo») - 57. «Assigning and Draw» (яп. フリワケと引き分け «Furiwake to Hikiwake») - 58. «Single Digit and Double Digits» (яп. 一桁と二桁 «Hitoketa to Futaketa») - 59. «Experience and Data» (яп. 経験とデータ «Keiken to Dēta») - 60. «Men and Women» (яп. 男性と女性 «Dansei to Josei») - 61. «Alliance and Classmates» (яп. 同盟と同級 «Dōmei to Dōkyū») |                                                                                   |                                             |                                            |
| 8 | Panchira and Saviour. Panchira to Kyūseishu (パンチラと救世主)                    | 30 апреля 2010 года ISBN 978-4-08-870037-3  | -                                          |
| - 62. «Novel and Letter» (яп. 小説と手紙 «Shōsetsu to Tegami») - 63. «Distrust and Trust» (яп. 不信と信用 «Fushin to Shin'yō») - 64. «The Same and Secret» (яп. まんまと隠し事 «Manma to Kakushigoto») - 65. «Obstinate and Obedient» (яп. 頑固と素直 «Ganko to Sunao») - 66. «Monkeys and Marriage» (яп. 猿と結婚 «Saru to Kekkon») - 67. «Panchira and Saviour» (яп. パンチラと救世主 «Panchira to Kyūseishu») - 68. «Toilet and Bath» (яп. トイレとお風呂 «Toire to Ofuro») - 69. «Special Relationship and Hometown» (яп. 特別な仲と田舎 «Tokubetsu na Naka to Inaka») - 70. «Three Times and Another Work» (яп. 三度目と2本目 «Sandome to Nihonme») |                                                                                   |                                             |                                            |
| 9 | Ability and Pride. Sainō to Puraido (パンチラと救世主)                            | 4 августа 2010 года ISBN 978-4-08-870088-5  | -                                          |
| - 71. «Ability and Pride» (яп. 才能とプライド «Sainō to Puraido») - 72. «Complaint and Roar» (яп. 文句と一喝 «Monku to Ikkatsu») - 73. «Fate and Star» (яп. 縁と星 «En to Hoshi») - 74. «Contemporaries and Fighting Spirit» (яп. 同級生と闘争心 «Dōkyūsei to Tōsōshin») - 75. «New Home and New Series» (яп. 新居と新連載 «Shinkyo to Shinrensai») - 76. «Decisive Gag and Message» (яп. 決めギャグとメッセージ «Kime Gyagu to Messēji») - 77. «Love and Rejection» (яп. 大好きと否定 «Daisuki to Hitei») - 78. «Quitting and Not Quitting» (яп. やめるとやめない «Yameru to Yamenai») - 79. «Selfishness and Advice» (яп. わがままとアドバイス «Wagamama to Adobaisu»)                                                                                                   |                                                                                   |                                             |                                            |
| 10 | Imagination and Presentation Hyōgenryoku to Sōzōryoku (表現力と想像力)            | 4 октября 2010 года ISBN 978-4-08-870114-1  | -                                          |
| - 80. «Appearance and Greetings» (яп. 見ためと挨拶 «Mitame to Aisatsu») - 81. «Adventure and Advance» (яп. 冒険と口説き «Bōken to Kudoki») - 82. «Hint and Best» (яп. ヒントとベスト «Hinto to Besuto») - 83. «Spy and Next Work» (яп. スパイと次回 «Supai to Jikai») - 84. «One-Piece and Surprise» (яп. ワンピースとサプライズ «Wanpīsu to Sapuraizu») - 85. «The Perfect Crime and First Hurdle» (яп. 完全犯罪と第一関門 «Kanzen Hanzai to Daiichi Kanmon») - 86. «Winning and Losing» (яп. 勝ちと負け «Kachi to Make») - 87. «Cake and Formidable Enemies» (яп. ケーキと強敵 «Kēki to Kyōteki») - 88. «Imagination and Presentation» (яп. 表現力と想像力 «Hyōgenryoku to Sōzōryoku»)                                                                                   |                                                                                   |                                             |                                            |
| 11 | Title and Character design taitoru to kyaradeza (タイトルとキャラデザ)            | 29 декабря 2010 года ISBN 978-4-08-870164-6 | -                                          |
| - 89. «Title and Character Design» (яп. タイトルとキャラデザ «Taitoru to Kyaradeza») - 90. «Art and Product» (яп. 芸術と商品 «Geijutsu to Shōhin») - 91. «Votes and Charts» (яп. 票と表 «Hyō to Hyō») - 92. «Disposition and Decision» (яп. 意地と決断 «Iji to Ketsudan») - 93. «Center and Strongest» (яп. 中央と最強 «Chūō to Saikyō») - 94. «Tea and Chiaroscuro» (яп. お茶と明暗 «Ocha to Meian») - 95. «Every Night and Partnership» (яп. 毎晩と合体 «Maiban to Gattai») - 96. «4th Place Votes and Series» (яп. ４位票とシリーズ «4 Ihyō to Shirīzu») - 97. «Last and Password» (яп. ラストと暗号 «Rasuto to Angō») |                                                                                   |                                             |                                            |
| 12 | Artist and Manga Artist Gaka to Mangaka (画家と漫画家)                            | 4 марта 2011 года ISBN 978-4-08-870191-2    | - ISBN -                                   |
| - 98. «Handshake and Adjustments» (яп. 握手と手直し «Akushu to Tenaoshi») - 99. «Tears of Disappointment and Tears of Joy» (яп. 悔し涙と嬉し涙 «Kuyashinamida to Ureshinamida») - 100. «Margin and Trap» (яп. 余裕と落とし穴 «Yoyū to Otoshiana») - 101. «Complaints and Desire for Improvement» (яп. 苦情と上昇志向 «Kujō to Jōshōshikō») - 102. «Artist and Manga Artist» (яп. 画家と漫画家 «Gaka to Mangaka») - 103. «Futility and a Challenge» (яп. 無駄と挑戦 Muda to chōsen) - 104. «Step and Watch» (яп. ステップとウォッチ Suteppu to uocchi) - 105. «Defects and Outlines» (яп. 不良品とアタリ Furyōhin to Atari) - 106. «Match and Fest» (яп. 試合と祭 Shiai to Matsuri)                                                                                         |                                                                                   |                                             |                                            |
| 13 | Avid Readers and Love at First Sight Aidokusha to Hitomebore (愛読者と一目惚れ)   | 3 июня 2011 года ISBN 978-4-08-870236-0     | - ISBN -                                   |
| - 107. «Suitable Things and Favorite Things» (яп. 合ってるものと好きなもの Atte’ru Mono to Suki na Mono) - 108. «Avid Readers and Love at First Sight» (яп. 愛読者と一目惚れ «Aidokusha to Hitomebore») - 109. «Romeo and One-Year Anniversary» (яп. ロミオと一周年 Romio to Isshūnen) - 110. «Together and Separate» (яп. 一緒と別々 Issho to Betsubestu) - 111. «Interference and Trust» (яп. 口出しと信頼 Kochidashi to Shinrai) - 112. «A Punch and a Single Stance» (яп. パンチと一人立ち Panchi to Hitoridachi) - 113. «Weak Points and Dedication» (яп. 不得意と心掛け Futokui to Kokorogake) - 114. «Love’s Path and Footbridge» (яп. 恋路と歩道橋 Aiji to Hodōkyō) - 115. «Commemorative Photoshoot and Classroom» (яп. 記念撮影と教室 Kinensatsuei to Kyōshitsu) |                                                                                   |                                             |                                            |
| 14 | Psychological Warfare and Catchphrases Shinrisen to Kimeserifu (心理戦と決め台詞) | 4 августа 2011 года ISBN 978-4-08-870273-5  | - ISBN -                                   |
| - 116. «Goals and Assessment» (яп. 狙いと評価 Nerai to Hyōka) - 117. «Fan Letter and Blog» (яп. FLとブログ FL to Burogu) - 118. «Back and Front» (яп. 裏と表 Ura to Omote) - 119. «Overconfidence and Publicity» (яп. 過信と宣伝 Kashin to Senden) - 120. «Internet and Faces» (яп. ネットと顔 Netto to Kao) - 121. «Confidence and Resolve» (яп. 自信と覚悟 Jishin to Kakugo) - 122. «Psychological Warfare and Catchphrases» (яп. 心理戦と決め台詞 Shinrisen to Kimeserifu) - 123. «Pizza and Tea» (яп. ピザとお茶 Piza to Ocha) - 124. «Examination and Provocation» (яп. 考察と挑発 Kōsatsu to Chōhatsu) |                                                                                   |                                             |                                            |
| 15 | - (-)                                                                             | 4 октября 2011 года ISBN 978-4-08-870294-0  | - ISBN -                                   |
| - 125. «Impatience and Comeback» (яп. 焦燥と逆転 Shōsō to Gyakuten) - 126. «Analysis and Results» (яп. 分析と結果 Bunseki to Kekka) - 127. «Hot Blood and Utter Defeat» (яп. 熱血と完敗 Nekketsu to Kanpai) - 128. «Portraits and Jeering» (яп. 似顔絵とひやかし Nigaoe to Hiyakashi) - 129. «Youth and Destiny» (яп. 青春と末路 Seishun to Matsuro) - 130. «Fever and Ashes» (яп. 熱と灰 Netsu to Hai) - 131. «Copycat and Subconscious» (яп. 模倣と無意識 Mohō to Muishiki) - 132. «Headstands and Reorganizing» (яп. 逆立ちと立て直し Sakadachi to Tatenaoshi) - 133. «Encouragement and Feelings» (яп. 励みと想い Hagemi to Omoi) |                                                                                   |                                             |                                            |

Следующие главы ещё не выпущены в формате танкобона:
- 134. «Running Solo and Slow Footedness» (яп. 独走と鈍足 Dokusō to Donsoku)
- 135. «Succession and Interference» (яп. 連続と阻止 Renzoku to Soshi)
- 136. «Extensions and Countermeasures» (яп. 伸びしろと対抗策 Nobishiro to Taikōsaku)
- 137. «Lead Color and Center Color» (яп. 巻頭カラーとセンターカラー Kantō Karā to Sentā Karā)
- 138. «Power and Idea» (яп. 迫力とアイディア Hakuryoku to Aidia)
- 139. «Final Chapter and Comments» (яп. 最終話とコメント Saishūwa to Komento)
- 140. «Limits and Phoenix» (яп. 限界と火の鳥 Genkai to Hi no Tori)
- 141. «Age and Achievements» (яп. 年齢と実績 Nenrei to Jisseki)
- 142. «Newcomers and Veterans» (яп. 新人とベテラン Shinjin to Beteran)
- 143. «Money and Recycling» (яп. お金とリサイクル Okane to Risaikuru)
- 144. «Company and Winning Strategy» (яп. 会社と必勝法 Kaisha to Hisshōhō)
- 145. «Offer and Interruption» (яп. 提供と停止 Teikyō to Teishi)
- 146. «Production and Gut Feelings» (яп. 本番と腹の虫 Honban to Hara no Mushi)
- 147. «Disposable and Fighting Spirit»  (яп. 使い捨てと闘争心 Tsukaisute to Tōsōshin)

### Аниме-сериал
Аниме-сериал создан студией J.C.Staff под руководством режиссёра Кэнъити Касаи. Премьера первой из запланированных 25 серий на телеканале NHK состоялась 2 октября 2010 года. Десятого октября 2011 года начался показ второго сезона, а с десятого октября 2012 — третьего.
Открывающая композиция аниме-сериала:
- «Blue Bird» (в двух версиях — 1-13 и 14 и далее серии; исполняет группа Kobukuro)

Закрывающие композиции аниме-сериала:
- «Bakurock ～Mirai no Rinkakusen～» (яп. Bakurock ～未来の輪郭線～ англ. «Bakurock: Outline the Future») (исполняет группа Ya-kyim) — 1-13 серии.
- «Genjitsu to Iu Na no Kaibutsu to Tatakau Monotachi» (яп. 現実という名の怪物と戦う者たち англ. «Those Who Fight the Monster Known as Reality») (исполняет Ю Такахаси) — 14 серия и далее.

### Игры
Также существует адаптация видеоигры по манге и аниме, выпущенная для Nintendo DS от Namco Bandai Games. Игра была выпущена 15 декабря 2011 года.